# Abd al-Hamīd ibn Turk
Abd al-Hamīd ibn Turk (um 830), auch bekannt als Abd al-Hamīd ibn Wase ibn Turk al-Jili, war ein turkstämmiger Mathematiker des 9. Jahrhunderts.

## Biografie
Über die Biografie Ibn Turks ist wenig bekannt. Die zwei von Ibn an-Nadim im 10. Jahrhundert und al-Qifti im 12. Jahrhundert verfassten Berichte über Ibn Turk widersprechen sich. Aufgrund des von al-Qifti wiedergegebenen Namens al-Jili nimmt man an, dass Ibn Turk aus der heutigen iranischen Provinz Gilan stammte.

## Werke
Ibn Turk verfasste ein Buch über die Algebra mit dem Titel Kitâb al-ǧabr wa` al-Muqâbala. Von diesem ist lediglich das Kapitel mit dem Titel Logische Notwendigkeiten in gemischten Gleichungen erhalten geblieben. Es befasst sich mit der Lösung quadratischer Gleichungen, wobei Ibn Turk auch von geometrischen Darstellungen zu Demonstrations- und Beweiszwecken Gebrauch machte. Der in Logische Notwendigkeiten in gemischten Gleichungen dargestellte geometrische Beweis findet sich auch in unvollkommenerer Form in Al-Chwarizmis Werk al-ǧabr, weswegen einige Historiker davon ausgehen, dass die Algebra zur Zeit der beiden Mathematiker bereits weiter entwickelt war, als bisher angenommen.